# Primera División de España 1971-72
La temporada 1971/72 de la Primera División de España de fútbol corresponde a la 41.ª edición del campeonato. Se disputó entre el 4 de septiembre de 1971 y el 15 de mayo de 1972.
El Real Madrid se proclamó campeón, logrando su 15º título.

## Sistema de competición
La Primera División de España 1971/72 fue organizada por la Real Federación Española de Fútbol. En esta temporada el campeonato se amplió a 18 participantes, todos ellos integrados en un solo grupo. Siguiendo un sistema de liga, los 18 equipos se enfrentaron todos contra todos en dos ocasiones -una en campo propio y otra en campo contrario- sumando un total de 34 jornadas. El orden de los encuentros se decidió por sorteo antes de empezar la competición.
La clasificación final se estableció con arreglo a los puntos obtenidos en cada enfrentamiento, a razón de dos por partido ganado, uno por empatado y ninguno en caso de derrota. Los mecanismos para desempatar la clasificación, si al finalizar el campeonato dos equipos igualaban a puntos, fueron los siguientes:
1. El que tuviera una mayor diferencia en el goal average o promedio de goles (cociente entre goles a favor y en contra) en los enfrentamientos entre ambos.
2. De persistir el empate, el que tuviera el mayor goal average en todos los encuentros del campeonato.

### Efectos de la clasificación
El equipo que más puntos sumó al final del campeonato fue proclamado campeón de liga y obtuvo el derecho automático a participar en la siguiente edición de la Copa de Europa.
Los tres mejores calificados, al margen de los clasificados para disputar la Copa de Europa (esto es, el campeón de Liga) y la Recopa de Europa (el campeón de la Copa), obtuvieron una plaza para participar en la Copa de la UEFA de la próxima temporada.
Por su parte, los tres últimos clasificados descendieron a Segunda División, de la que ascendieron, recíprocamente, tres equipos.

## Clubes participantes y estadios
Tomaron parte en la competición una cifra, por entonces récord, de dieciocho equipos. El Burgos CF se estrenó esta temporada en la máxima categoría.
| Equipo                                     | Ciudad                     | Estadio                   |
| ------------------------------------------ | -------------------------- | ------------------------- |
| Athletic Club                              | Bilbao                     | San Mamés                 |
| Club Atlético de Madrid                    | Madrid                     | Manzanares                |
| Club de Fútbol Barcelona                   | Barcelona                  | Camp Nou                  |
| Real Betis Balompié                        | Sevilla                    | Estadio Benito Villamarin |
| Burgos Club de Fútbol                      | Burgos                     | El Plantío                |
| Real Club Celta de Vigo                    | Vigo                       | Balaídos                  |
| Córdoba Club de Fútbol                     | Córdoba                    | El Arcángel               |
| Real Club Deportivo de La Coruña           | La Coruña                  | Riazor                    |
| Real Club Deportivo Español                | Barcelona                  | Sarriá                    |
| Granada Club de Fútbol                     | Granada                    | Los Cármenes              |
| Unión Deportiva Las Palmas                 | Las Palmas de Gran Canaria | Insular                   |
| Club Deportivo Málaga                      | Málaga                     | La Rosaleda               |
| Real Madrid Club de Fútbol                 | Madrid                     | Santiago Bernabéu         |
| Real Sociedad de Fútbol                    | San Sebastián              | Atocha                    |
| Centro de Deportes Sabadell Club de Fútbol | Sabadell                   | Nueva Cruz Alta           |
| Sevilla Club de Fútbol                     | Sevilla                    | Ramón Sánchez Pizjuán     |
| Real Sporting de Gijón                     | Gijón                      | El Molinón                |
| Valencia Club de Fútbol                    | Valencia                   | Luis Casanova             |

## Clasificación
| Pos. | Equipo                    | Pts. | PJ | G  | E  | P  | GF | GC | Dif. | Clasificación                   |
| ---- | ------------------------- | ---- | -- | -- | -- | -- | -- | -- | ---- | ------------------------------- |
| 1    | Real Madrid C. F. (C)     | 47   | 34 | 19 | 9  | 6  | 51 | 27 | +24  | Clasifica a la Copa de Europa   |
| 2    | Valencia C. F.            | 45   | 34 | 19 | 7  | 8  | 53 | 30 | +23  | Clasifica a la Copa de la UEFA  |
| 3    | C. F. Barcelona           | 43   | 34 | 17 | 9  | 8  | 40 | 26 | +14  | Clasifica a la Copa de la UEFA  |
| 4    | Atlético de Madrid        | 39   | 34 | 14 | 11 | 9  | 45 | 28 | +17  | Clasifica a la Recopa de Europa |
| 5    | U. D. Las Palmas          | 38   | 34 | 15 | 8  | 11 | 40 | 36 | +4   | Clasifica a la Copa de la UEFA  |
| 6    | Granada C. F.             | 36   | 34 | 14 | 8  | 12 | 40 | 34 | +6   |                                 |
| 7    | C. D. Málaga              | 35   | 34 | 9  | 17 | 8  | 27 | 31 | −4   |                                 |
| 8    | Real Sociedad             | 34   | 34 | 14 | 6  | 14 | 38 | 36 | +2   |                                 |
| 9    | Athletic Club             | 34   | 34 | 15 | 4  | 15 | 39 | 32 | +7   |                                 |
| 10   | R. C. Celta de Vigo       | 33   | 34 | 10 | 13 | 11 | 37 | 42 | −5   |                                 |
| 11   | Sporting de Gijón         | 32   | 34 | 12 | 8  | 14 | 41 | 37 | +4   |                                 |
| 12   | R. C. D. Espanyol         | 32   | 34 | 12 | 8  | 14 | 43 | 43 | 0    |                                 |
| 13   | Real Betis                | 30   | 34 | 10 | 10 | 14 | 25 | 45 | −20  |                                 |
| 14   | R. C. Deportivo La Coruña | 30   | 34 | 11 | 8  | 15 | 28 | 38 | −10  |                                 |
| 15   | Burgos C. F.              | 29   | 34 | 11 | 7  | 16 | 34 | 42 | −8   |                                 |
| 16   | Sevilla C. F. (D)         | 27   | 34 | 9  | 9  | 16 | 35 | 45 | −10  | Descenso a Segunda División     |
| 17   | Córdoba C. F. (D)         | 25   | 34 | 6  | 13 | 15 | 32 | 51 | −19  | Descenso a Segunda División     |
| 18   | C. D. Sabadell C. F. (D)  | 23   | 34 | 7  | 9  | 18 | 27 | 52 | −25  | Descenso a Segunda División     |

 Fuente: BDFutbol
Criterios de clasificación: Puntos · Diferencia de goles · Goles a favor · Play-off

### Evolución de la clasificación
| Equipo / Jornada   | 1  | 2  | 3  | 4  | 5  | 6  | 7  | 8  | 9  | 10 | 11 | 12 | 13 | 14 | 15 | 16 | 17 | 18 | 19 | 20 | 21 | 22 | 23 | 24 | 25 | 26 | 27 | 28 | 29 | 30 | 31 | 32 | 33 | 34 |
| Equipo / Jornada   |    |    |    |    |    |    |    |    |    |    |    |    |    |    |    |    |    |    |    |    |    |    |    |    |    |    |    |    |    |    |    |    |    |    |
| ------------------ | -- | -- | -- | -- | -- | -- | -- | -- | -- | -- | -- | -- | -- | -- | -- | -- | -- | -- | -- | -- | -- | -- | -- | -- | -- | -- | -- | -- | -- | -- | -- | -- | -- | -- |
| Real Madrid        | 2  | 2  | 1  | 1  | 1  | 1  | 1  | 1  | 1  | 1  | 1  | 1  | 1  | 1  | 1  | 1  | 1  | 1  | 1  | 1  | 1  | 1  | 1  | 1  | 1  | 1  | 1  | 1  | 1  | 1  | 1  | 1  | 1  | 1  |
| Valencia           | 9  | 10 | 7  | 6  | 2  | 2  | 2  | 2  | 2  | 2  | 2  | 2  | 2  | 2  | 2  | 2  | 2  | 2  | 2  | 2  | 2  | 2  | 2  | 2  | 2  | 3  | 3  | 3  | 3  | 3  | 3  | 3  | 2  | 2  |
| Barcelona          | 1  | 8  | 12 | 16 | 14 | 14 | 12 | 11 | 12 | 16 | 17 | 14 | 11 | 9  | 9  | 5  | 5  | 7  | 4  | 3  | 3  | 3  | 3  | 3  | 3  | 2  | 2  | 2  | 2  | 2  | 2  | 2  | 3  | 3  |
| Atlético de Madrid | 12 | 7  | 3  | 7  | 10 | 5  | 5  | 8  | 8  | 7  | 7  | 5  | 4  | 3  | 3  | 3  | 3  | 3  | 3  | 5  | 6  | 6  | 7  | 6  | 6  | 5  | 4  | 4  | 4  | 4  | 5  | 4  | 4  | 4  |
| Las Palmas         | 8  | 5  | 2  | 5  | 7  | 8  | 8  | 5  | 5  | 5  | 10 | 7  | 5  | 6  | 6  | 9  | 8  | 8  | 8  | 9  | 12 | 8  | 5  | 5  | 5  | 4  | 6  | 5  | 6  | 5  | 4  | 5  | 5  | 5  |
| Granada            | 3  | 9  | 10 | 9  | 8  | 9  | 9  | 9  | 6  | 9  | 6  | 9  | 12 | 11 | 11 | 10 | 11 | 13 | 13 | 11 | 7  | 10 | 8  | 11 | 11 | 10 | 7  | 9  | 8  | 7  | 9  | 7  | 6  | 6  |
| CD Málaga          | 16 | 11 | 6  | 3  | 3  | 3  | 3  | 7  | 7  | 4  | 4  | 4  | 6  | 5  | 5  | 8  | 6  | 5  | 6  | 4  | 5  | 5  | 6  | 9  | 7  | 7  | 8  | 8  | 9  | 9  | 8  | 8  | 9  | 7  |
| Real Sociedad      | 18 | 13 | 13 | 12 | 15 | 12 | 13 | 14 | 11 | 10 | 8  | 11 | 7  | 7  | 7  | 4  | 4  | 4  | 5  | 6  | 4  | 4  | 4  | 4  | 4  | 6  | 5  | 6  | 5  | 6  | 7  | 9  | 7  | 8  |
| Athletic Club      | 13 | 16 | 18 | 18 | 18 | 16 | 17 | 17 | 15 | 13 | 15 | 13 | 15 | 13 | 13 | 15 | 13 | 14 | 14 | 13 | 9  | 13 | 10 | 7  | 9  | 12 | 12 | 10 | 10 | 8  | 6  | 6  | 8  | 9  |
| Celta              | 7  | 6  | 11 | 14 | 17 | 18 | 18 | 18 | 16 | 14 | 18 | 16 | 13 | 15 | 15 | 12 | 14 | 12 | 12 | 14 | 14 | 11 | 13 | 13 | 13 | 13 | 14 | 11 | 12 | 11 | 12 | 10 | 10 | 10 |
| Sporting Gijón     | 4  | 1  | 5  | 4  | 5  | 4  | 6  | 6  | 4  | 6  | 9  | 6  | 8  | 10 | 10 | 11 | 10 | 10 | 11 | 10 | 13 | 9  | 11 | 8  | 10 | 8  | 9  | 7  | 7  | 10 | 10 | 12 | 11 | 11 |
| RCD Español        | 10 | 3  | 4  | 2  | 4  | 6  | 7  | 4  | 9  | 8  | 5  | 8  | 10 | 8  | 8  | 6  | 7  | 6  | 7  | 7  | 10 | 7  | 12 | 10 | 12 | 9  | 10 | 13 | 13 | 13 | 11 | 13 | 12 | 12 |
| Real Betis         | 15 | 15 | 17 | 13 | 16 | 15 | 15 | 12 | 13 | 11 | 12 | 15 | 18 | 18 | 18 | 16 | 18 | 17 | 18 | 17 | 18 | 16 | 17 | 16 | 16 | 15 | 15 | 15 | 14 | 12 | 13 | 11 | 13 | 13 |
| Deportivo          | 6  | 12 | 8  | 10 | 9  | 10 | 11 | 13 | 14 | 17 | 14 | 17 | 17 | 16 | 16 | 14 | 15 | 15 | 15 | 15 | 15 | 15 | 15 | 15 | 15 | 17 | 16 | 16 | 16 | 16 | 15 | 14 | 14 | 14 |
| Burgos CF          | 14 | 17 | 14 | 17 | 11 | 11 | 10 | 10 | 10 | 12 | 11 | 10 | 9  | 12 | 12 | 13 | 12 | 11 | 10 | 12 | 8  | 12 | 9  | 12 | 8  | 11 | 11 | 14 | 11 | 14 | 14 | 15 | 15 | 15 |
| Sevilla            | 5  | 4  | 9  | 8  | 6  | 7  | 4  | 3  | 3  | 3  | 3  | 3  | 3  | 4  | 4  | 7  | 9  | 9  | 9  | 8  | 11 | 14 | 14 | 14 | 14 | 14 | 13 | 12 | 15 | 15 | 16 | 16 | 16 | 16 |
| Córdoba            | 11 | 14 | 16 | 15 | 13 | 17 | 14 | 16 | 18 | 18 | 16 | 18 | 16 | 17 | 17 | 18 | 17 | 16 | 17 | 16 | 17 | 17 | 16 | 17 | 17 | 16 | 17 | 17 | 17 | 17 | 17 | 17 | 17 | 17 |
| Sabadell           | 17 | 18 | 15 | 11 | 12 | 13 | 16 | 15 | 17 | 15 | 13 | 12 | 14 | 14 | 14 | 17 | 16 | 18 | 16 | 18 | 16 | 18 | 18 | 18 | 18 | 18 | 18 | 18 | 18 | 18 | 18 | 18 | 18 | 18 |

## Resultados
| Local \ Visitante         | ATH | ATM | BAR | BET | BUR | CEL | COR | DEP | ESP | GRA | LAS | MAL | RMA | RSO | SAB | SEV | SPO | VAL |
| ------------------------- | --- | --- | --- | --- | --- | --- | --- | --- | --- | --- | --- | --- | --- | --- | --- | --- | --- | --- |
| Atlético de Bilbao        | —   | 0–1 | 0–1 | 3–0 | 1–0 | 4–0 | 5–0 | 1–0 | 1–1 | 1–0 | 1–2 | 0–0 | 1–0 | 1–2 | 3–1 | 2–0 | 3–1 | 1–1 |
| Atlético de Madrid        | 1–2 | —   | 1–1 | 4–1 | 1–0 | 0–0 | 2–2 | 2–1 | 1–1 | 1–0 | 2–0 | 0–0 | 4–1 | 5–0 | 5–0 | 0–2 | 1–0 | 0–1 |
| C. F. Barcelona           | 0–1 | 0–0 | —   | 2–2 | 2–1 | 1–0 | 4–1 | 1–0 | 2–0 | 2–0 | 1–2 | 0–1 | 1–0 | 3–0 | 2–0 | 1–0 | 1–0 | 1–1 |
| Real Betis                | 1–0 | 1–3 | 0–0 | —   | 2–0 | 1–1 | 0–0 | 2–0 | 0–1 | 1–0 | 2–1 | 0–0 | 0–0 | 1–0 | 1–0 | 1–1 | 2–1 | 1–0 |
| Burgos C. F.              | 1–0 | 0–0 | 2–3 | 0–1 | —   | 3–2 | 1–0 | 3–1 | 2–1 | 1–1 | 1–0 | 3–1 | 1–2 | 3–1 | 4–1 | 1–0 | 1–0 | 0–1 |
| R. C. Celta de Vigo       | 2–0 | 2–1 | 1–2 | 1–0 | 2–0 | —   | 2–0 | 3–1 | 4–2 | 0–0 | 2–0 | 1–1 | 1–1 | 0–1 | 0–1 | 4–1 | 2–2 | 1–3 |
| Córdoba C. F.             | 0–1 | 0–1 | 1–0 | 3–1 | 0–0 | 0–0 | —   | 0–0 | 3–1 | 2–0 | 2–2 | 0–0 | 2–2 | 1–0 | 4–1 | 1–1 | 0–1 | 0–4 |
| R. C. Deportivo La Coruña | 1–0 | 1–1 | 0–2 | 1–1 | 0–0 | 0–1 | 3–2 | —   | 3–1 | 2–0 | 1–0 | 0–0 | 1–0 | 1–0 | 1–0 | 1–0 | 1–1 | 3–0 |
| R. C. D. Español          | 1–2 | 1–2 | 3–0 | 3–0 | 1–1 | 1–0 | 1–1 | 2–0 | —   | 2–3 | 4–0 | 4–1 | 0–0 | 1–0 | 2–1 | 2–0 | 0–0 | 3–1 |
| Granada C. F.             | 5–1 | 1–0 | 2–0 | 0–0 | 2–1 | 0–0 | 1–0 | 2–2 | 0–0 | —   | 3–0 | 2–0 | 2–1 | 1–0 | 3–1 | 3–0 | 1–0 | 1–0 |
| U. D. Las Palmas          | 2–1 | 1–0 | 1–2 | 2–0 | 3–1 | 1–1 | 3–0 | 2–0 | 1–0 | 2–2 | —   | 2–0 | 2–0 | 0–0 | 0–0 | 1–1 | 5–1 | 1–1 |
| C. D. Málaga              | 1–0 | 0–0 | 0–0 | 0–0 | 4–1 | 1–1 | 2–2 | 2–0 | 1–0 | 1–0 | 0–0 | —   | 1–1 | 1–1 | 1–0 | 2–2 | 1–1 | 0–2 |
| Real Madrid C. F.         | 1–0 | 1–0 | 1–1 | 2–0 | 1–1 | 3–0 | 4–1 | 1–0 | 3–0 | 4–2 | 2–0 | 1–0 | —   | 2–1 | 2–0 | 4–1 | 1–0 | 1–1 |
| Real Sociedad             | 1–0 | 0–0 | 2–2 | 6–0 | 2–0 | 0–0 | 2–1 | 0–1 | 4–1 | 3–1 | 1–0 | 1–0 | 0–2 | —   | 2–0 | 1–1 | 3–1 | 1–0 |
| C. D. Sabadell            | 0–0 | 3–1 | 0–0 | 2–1 | 2–1 | 1–1 | 1–0 | 4–1 | 0–2 | 0–0 | 0–1 | 1–1 | 1–2 | 3–1 | —   | 0–0 | 0–2 | 1–1 |
| Sevilla F. C.             | 0–1 | 3–3 | 1–2 | 3–1 | 2–0 | 4–0 | 1–1 | 1–0 | 1–0 | 2–1 | 0–2 | 1–2 | 0–2 | 0–1 | 1–1 | —   | 3–1 | 2–0 |
| Sporting de Gijón         | 3–2 | 1–2 | 1–0 | 3–1 | 0–0 | 2–2 | 0–0 | 2–0 | 4–0 | 2–0 | 0–1 | 1–2 | 1–1 | 1–0 | 3–0 | 1–0 | —   | 4–0 |
| Valencia C. F.            | 2–0 | 1–0 | 1–0 | 2–0 | 2–0 | 4–0 | 4–2 | 1–1 | 1–1 | 2–1 | 4–0 | 3–0 | 1–2 | 2–1 | 3–1 | 2–0 | 1–0 | —   |

## Máximos goleadores (Trofeo Pichichi)
Enrique Porta se convirtió en una de las sorpresas del campeonato al ganar el Trofeo Pichichi del Diario Marca como máximo anotador del campeonato. Porta es el único jugador del Granada CF que ha obtenido este galardón.
| #   | Jugador               | Equipo          | Goles |
| --- | --------------------- | --------------- | ----- |
| 1º  | Enrique Porta         | Granada CF      | 20    |
| 2º  | Germán Dévora         | UD Las Palmas   | 15    |
| 3º  | Juan María Amiano     | RCD Español     | 14    |
| 4º  | Joaquín Sierra, Quino | Valencia CF     | 13    |
| 5º  | Bernardo Acosta       | Sevilla CF      | 12    |
|     | Fernando Ansola       | Real Sociedad   | 12    |
|     | Fidel Uriarte         | Athletic Club   | 12    |
| 8º  | Luis Aragonés         | Atlético Madrid | 11    |
|     | Pirri                 | Real Madrid     | 11    |
| 10º | Julio Orozco          | Atlético Madrid | 10    |
|     | Rufino Requejo        | Burgos CF       | 10    |
|     | Santillana            | Real Madrid     | 10    |

## Polémica
La Liga de la temporada 71-72 llegó apretada a las dos últimas jornadas. El Real Madrid era el líder y el F. C. Barcelona estaba segundo a dos puntos, pero con el goal average a favor. Los blancos, en el tramo final, fallaban fuera. Venían de perder en el Camp Nou, ante el feroz Granada y en Riazor y tenían que visitar al Atlético de Madrid mientras el Barça jugaba ante el ya descendido Córdoba. En la última jornada, el Barça tenía que ganar en casa al Málaga mientras el Madrid recibía al Sevilla, descendido de hecho.
La semana empezó mal. Un día antes de viajar a Córdoba, falleció Samitier. Santiago Bernabéu hizo los honores a la capilla ardiente del mítico jugador mientras pactaba una prima al Córdoba para que derrotara a los barcelonistas. Montal, presidente del Barcelona, hizo lo propio con Adelardo y Calleja.
Más allá de las primas, en el Córdoba jugó un tal Del Bosque y un delantero llamado Fermín, ambos cedidos por el Madrid, quienes se tomaron el partido como una final. Fermín, que años más tarde sería el primer agente de Raúl, se pasó la semana previa al partido recuperándose de una lesión de espalda en la Ciudad Deportiva del Madrid.
La jornada decisiva se puso de cara al Barça y, al descanso, el Atlético ganaba 2-1 al Madrid, mientras los culés empataban a cero en El Arcángel. Nada más iniciarse la segunda parte el colegiado señaló penalti dudoso sobre Cuesta que transformó Fermín. Finalmente el Madrid cayó goleado por 4-1, pero el Barça fue incapaz de remontar el gol. El Madrid aún así ganaría la liga, porque el Barcelona perdió contra el Málaga, en el momento que el Madrid perdió contra el atleti y el Barça (sin polémica) ganaría el partido, empatarían a puntos. El Barcelona perdió contra el Málaga y el Madrid ganó al sevilla conclusión : 47 a 45 habría quedado y no hay polémica